# Wyższa Szkoła Współpracy Międzynarodowej i Regionalnej im. Zygmunta Glogera w Wołominie
Wyższa Szkoła Współpracy Międzynarodowej i Regionalnej im. Zygmunta Glogera w Wołominie jest niepubliczną uczelnią zawodową powstałą w marcu 2005 r. na mocy decyzji Ministra Edukacji Narodowej i Sportu. Razem z m.in. Warszawską Wyższą Szkołą Nauk Społecznych im. Rafała Lemkina w Warszawie i Wyższą Szkołą Ekonomiczną wchodzi w skład Federacji Uczelni Aglomeracji Warszawskiej.
Pierwszym rektorem uczelni był prof. dr hab. Michał Gnatowski. Od 1 października 2009 r. rektorem uczelni jest dr Janusz Kowalski.
Uczelnia posiada uprawnienia do prowadzenia studiów I stopnia na kierunkach: ekonomia i filologia. Założycielem uczelni od marca 2011 r. jest Fundacja Al Farabi. Wśród samodzielnych pracowników kadry naukowo-dydaktycznej są: prof. dr hab. Klemens Białecki, prof. Krzysztof Marecki, prof. dr hab. Andrzej Sokołowski, prof. dr hab. Halina Szmarłowska oraz Dyrektor Centrum Języków Obcych Białoruskiego Uniwersytetu Państwowego w Mińsku prof.dr hab. Ludmila Khvedchenya.